# جيرار ديلتيل
جيرار ديلتيل (بالإنجليزية: Gérard Deltell)‏ (من مواليد 8 أغسطس 1964 في كيبك) هو سياسي كندي عمل كعضو في برلمان لويس سانت لوران منذ عام 2015. وعضو في حزب المحافظين، كان زعيم المعارضة من عام 2020 إلى 2022 تحت قيادة إرين أوتول وشغل عددًا من المناصب المعارضة قبل دخوله السياسة الفيدرالية.